# 虎臥城大橋
虎臥城大橋（とらふすじょうおおはし / こがじょうおおはし）は、兵庫県朝来市和田山町に位置する播但連絡道路の全長402メートルの道路橋である。形式は12径間連続充腹式アーチ橋であり、比較的緩やかな谷を地上約33メートルの高さで横断し、円山川水系安井川や兵庫県道136号浅野山東線を跨いでいる。

## 背景
播但連絡道路は、姫路市から北へ伸びる兵庫県道路公社管理の道路である。1971年（昭和46年）の兵庫県道路公社設置と同時に着手され、順次延長が行われてきた。生野北ランプより北の区間については、1994年（平成6年）7月に第5期事業として着手された。道路規格は第1種第3級、設計速度は80 km/h、2車線である。
建設される場所は、円山川の流れる狭い谷間にJR播但線や国道312号が通り、さらに人家が連担していたことから、播但連絡道路はこれらを避けて山地部を主に通過することになった。竹田城からの眺望や付近の風景との調和などから、橋には当時まだ数の少なかった連続充腹アーチ橋が採用されることになった。

## 設計
虎臥城大橋は播但連絡道路5期事業の第28工区の工事とされ、建設中の仮称は和田山第2橋とされていた。三井・明生共同企業体 (JV) が建設を担当した。
播但連絡道路5期事業では自動車の走行性に配慮して、連続桁や連結構造を全面的に採用した。虎臥城大橋はこれに合わせてジョイントのない連続構造とされ、地域のシンボル的な期待もかけられることになった。
充腹式コンクリートアーチ橋は、日本の自動車専用道路に採用されてからこの橋の建設時点で約20年の歴史があったが、当初はアーチリブと側壁を剛結構造にしていたため、後年側壁にひび割れが発生して補修を余儀なくされた事例があった。この対策として、側壁に伸縮目地を導入するか、または側壁とアーチリブを分離する構造が既に実用化されていた。後者の構造の方がひび割れの制御効果が高いが、アーチ橋全体の剛性に影響を与えるとされた。この橋では前者の方法を選択し、伸縮目地を橋脚部、アーチクラウン部およびアーチの45度の位置に設けることにしたが、これにおいても剛性の低下を考慮する必要があり、その適正な評価が必要とされた。
また、アーチリブのセメントの水和発熱に伴う熱変形が橋脚や橋台に拘束されるため、温度ひび割れがアーチリブを貫通して発生することが予測された。本橋の条件ではこのひび割れが躯体の耐久性に与える影響は低いと判断されたため、温度ひび割れ指数の管理基準値との関係から、6月下旬から9月上旬の施工でのみ低熱ポルトランドセメントを使用し、それ以外の時期には普通ポルトランドセメントを採用した。
このほか、アーチリブの深部は中詰土を締め固めることが困難であることから、その施工性をよくするためと、橋梁の自重を低減するために、橋脚上面から6メートルの位置まで中詰土の代わりにエアモルタルを打設する設計とした。中詰土の上部にすぐ舗装を施しているため、保守作業も不要で走行性は良好である。

## 建設

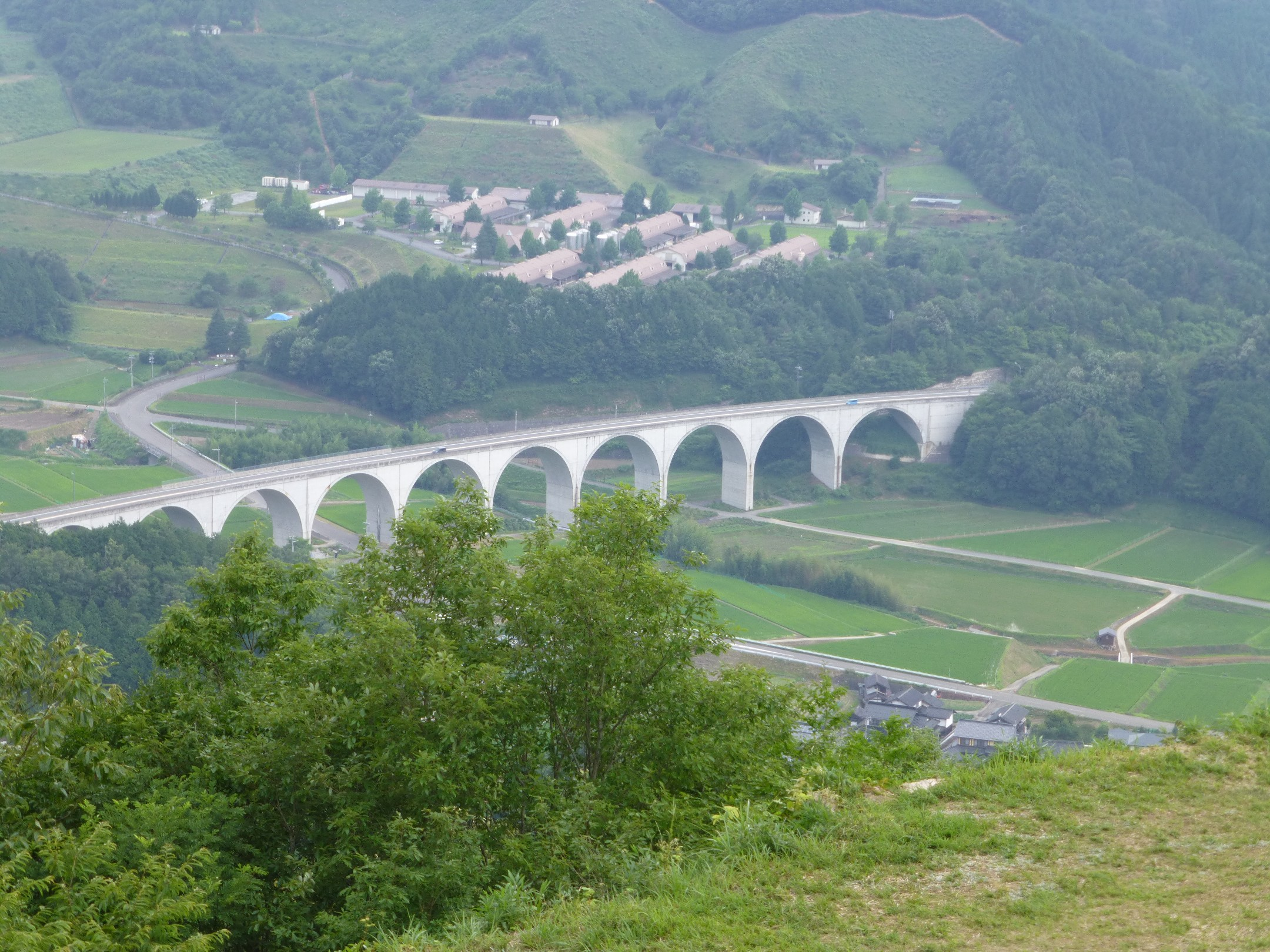
竹田城跡から見た播但連絡道路虎臥城大橋

建設に際しては高所作業が多くなることから、墜落・転落防止対策に大きな注意が払われた。このためアーチリブの施工に関しては、1基の移動式アーチ支保を12回転用して実施された。アーチ支保を設置してアーチリブのコンクリートを打設し養生後、支保をジャッキダウンして分割してから横に引き出し、次の径間に移動させて再設置するという工程を終点側から起点側へ向かって順次繰り返して施工した。
アーチリブ上では鉄筋の組み立て作業などが必要であり、作業員の墜落防止設備を準備した。アーチリブ完成後も、その上の側壁の工事に際して墜落防止対策が必要であり、高さ17メートルの足場を組み立てた状態のまま径間を移動させて順次施工することで、高所作業を大幅に減らすことができた。

## 完成
橋としては1999年（平成11年）に完成した。2000年（平成12年）5月27日に播但連絡道路5期区間開通に伴い供用を開始した。